# Paepalanthus spathulatus
Paepalanthus spathulatus är en gräsväxtart som beskrevs av Friedrich August Körnicke. Paepalanthus spathulatus ingår i släktet Paepalanthus och familjen Eriocaulaceae. Inga underarter finns listade i Catalogue of Life.